# Per diem
Per diem (tradotta letteralmente, per giorno) è una locuzione latina che viene usata soprattutto nel linguaggio economico per indicare un costo giornaliero, il salario giornaliero di un lavoratore, oppure per specificare l'indennità di trasferta (diaria) riconosciuta giornalmente dal datore di lavoro a un suo dipendente.